# Ajholé
Ajholé vagy Ajholi (kannada nyelven: ಐಹೊಳೆ, nyugati átírással Aihole) falu India Karnátaka államában Bengalurutól kb. 510 km-re ÉNy-ra, Pattadakal közelében. A település hindu és dzsaina templomairól ismert.
Aihole 450-ben volt alapítva és a 6. század elején a Csálukja-dinasztia első fővárosa volt, ekkor Ayyavoḷe és Aryapura néven ismert. 6. századtól kezdve épült itt száznál több templom a Malprabha folyó partján. Nem sokkal később a dinasztia fővárosa Bádámi lett, de Aihole vallási és gazdasági főszerepe még megmaradt egy ideig.

## Galéria

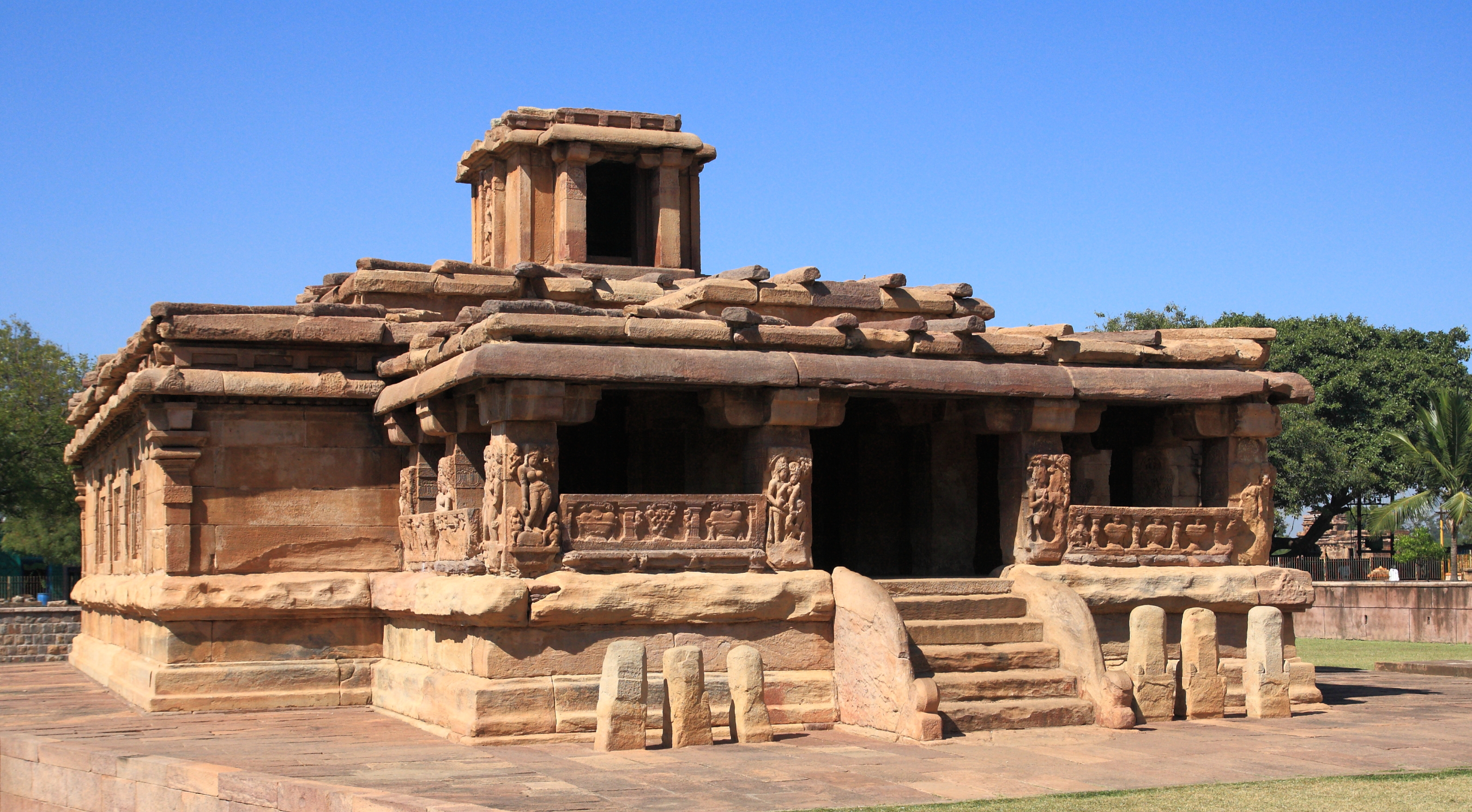
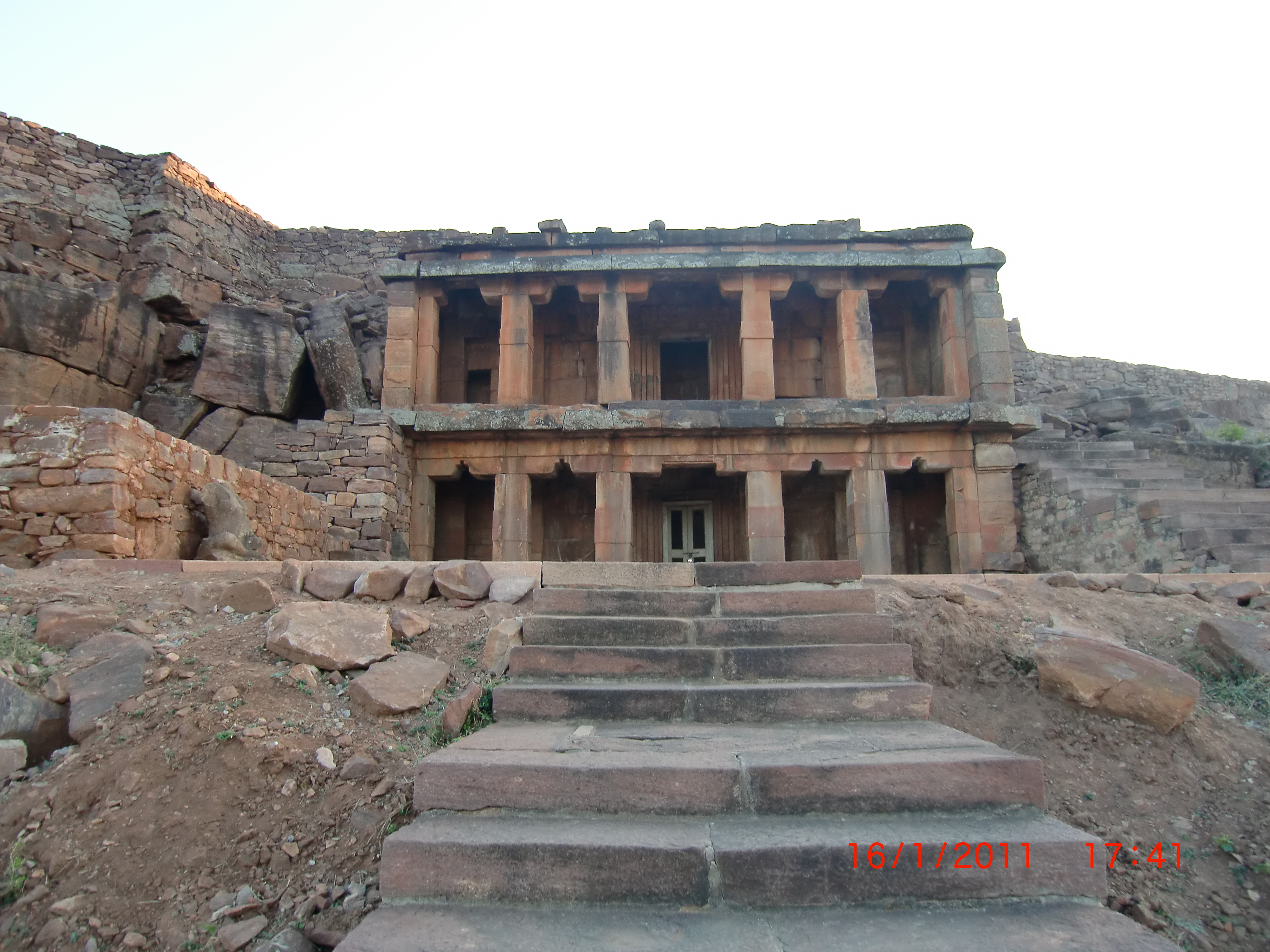
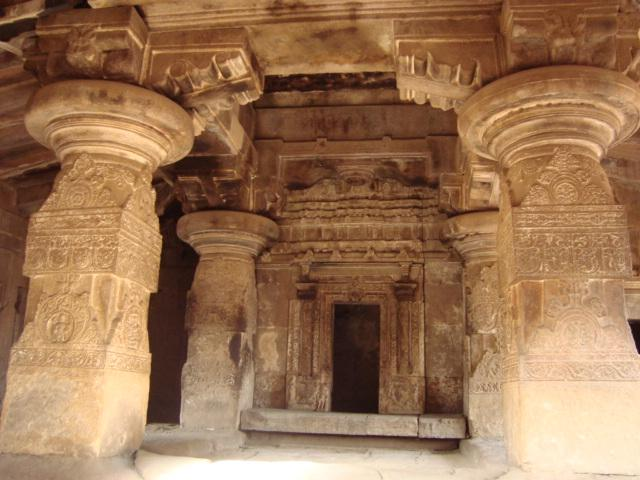
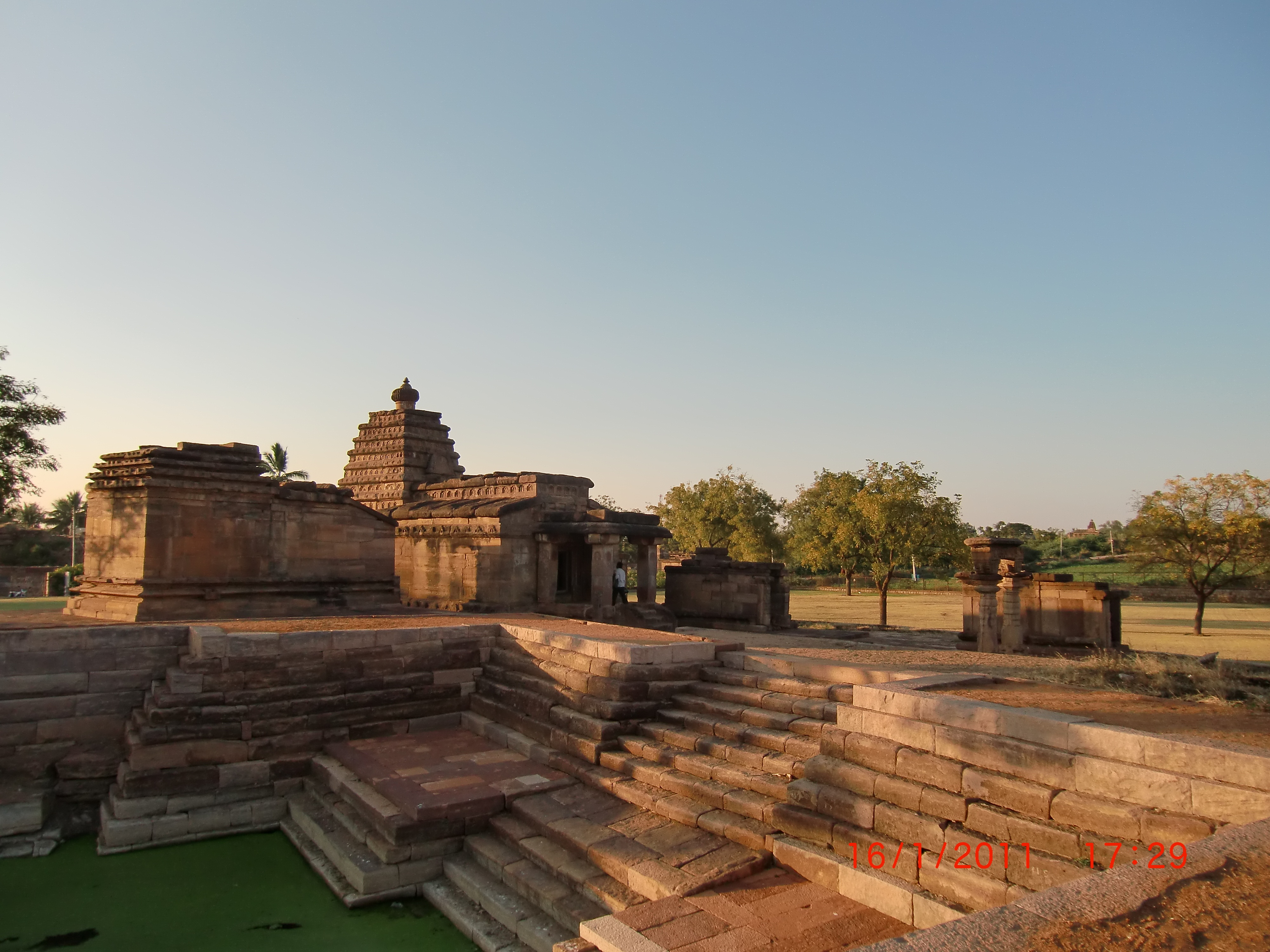
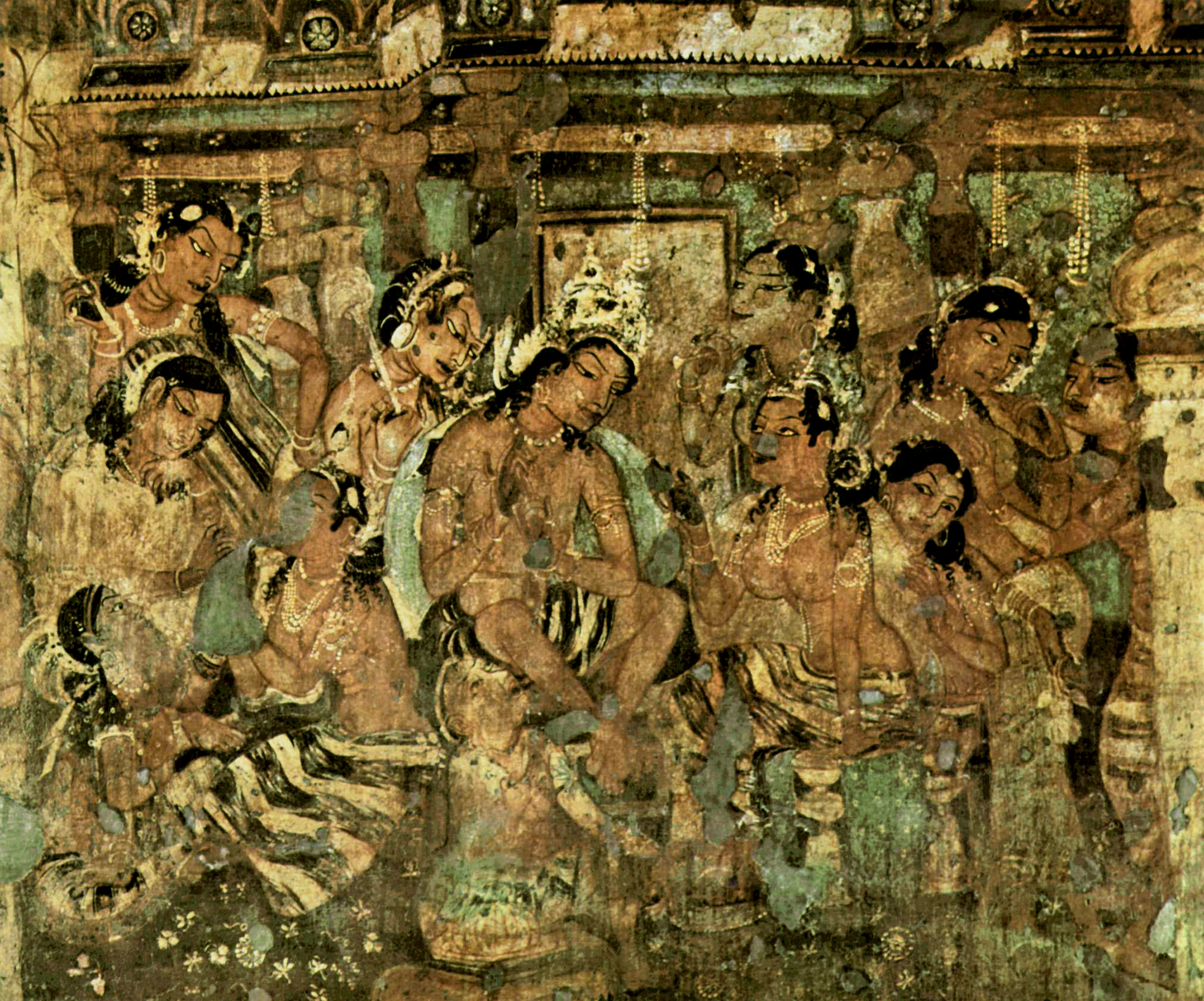

## Fordítás
- Ez a szócikk részben vagy egészben  az   Aihole című német Wikipédia-szócikk fordításán alapul.  Az eredeti cikk szerkesztőit annak laptörténete sorolja fel. Ez a jelzés csupán a megfogalmazás eredetét és a szerzői jogokat jelzi, nem szolgál a cikkben szereplő információk forrásmegjelöléseként.